# Rinna kyrkogård
Rinna kyrkogård är en kyrkogård som omger Rinna kyrka i Boxholms kommun i Östergötlands län. Kyrkogården har medeltida ursprung och förvaltas av Boxholms församling i Folkungabygdens pastorat. Riksantikvarieämbetet bedömer kyrkogård, murar, grindar och trädkrans som en miljö av mycket högt kulturhistoriskt värde.

## Historia
Det äldsta kyrkobygget dateras till senare delen av 1100‑talet och tros ha föregåtts av en träkyrka. Kyrkogården nämns första gången i skrift 1325, då som begravningsplats för socknens stormannafamiljer.

### Utvidgningar och omgestaltningar
- 1898–1899 – utvidgning västerut med nytt kvarter och kallmurad gråstensmur efter ritningar av Axel Herman Hägg.
- 1933 – ny putsad södermur och smidd huvudgrind ritad av kyrkoarkitekt Ärland Noréen.
- 1965–1966 – östlig utvidgning (kvarter D) projekterad av trädgårdsarkitekt Sven Hermelin.
- 1993 – anläggning av minneslund norr om kyrkan.
- 2018 – invigning av en askgravlund i östra delen av kvarter D.

## Utformning
Centrala kyrkogården (kvarter A–B) omges av en drygt 1 meter hög kallmurad vägg av gråsten. De yngre kvarteren har lägre murar av putsad natursten resp. granitfundament. Portar:
- Södra huvudporten (1933) – smidda järnblad med blad‑ och knopporna mentik.
- Västra dubbelgrinden (1899) – ribbverk i ek, flankerad av huggna granitstolpar.[3]
- Gamla delen (A–B) domineras av högresta kalkstensvårdar från 1700‑ och 1800‑talen, flera med gjutjärnskors från Motala verkstad. De västra kvarteren (C) har oxelhäckar och naturstensgångar, medan kvarter D är anlagt som gräskvarter med lågprofilerade hällar.

## Gravvårdar och minnesmärken
Bland äldre gravar märks prästsläkten Brun, klockare och organister i Rinna 1763–1860. En liggande häll över dragonen Nils Persson († 1709) är en av länets tidigaste militära gravvårdar.

## Minneslund och askgravlund
Minneslunden anlades 1993 norr om kyrkan. Platsen omges av en halvcirkelformad granhäck, och ett kors i kolmårdsmarmor fungerar som gemensam gravmarkering. Askgravlunden, invigd 2018, har stenläggning av gatsten, sittbänkar i ek och en låg fontän som centralpunkt.

## Naturvärden
Ett dussintal lindar i alléform dateras dendrokronologiskt till 1840‑talet och är registrerade som skyddsvärda träd i kommunens naturvårdsplan.

## Förvaltning
Kyrkogården omfattas av kulturminneslagens kyrkominnesbestämmelser (14 kap. KML) och står under tillsyn av Länsstyrelsen i Östergötland. En vård‑ och underhållsplan antogs 2019 och reglerar murunderhåll, trädvård och bevarande av äldre järnsmiden.